# Bentevizinho-de-asa-ferrugínea
Caça-moscas-d'asa-ruiva ou bentevizinho-de-asa-ferrugínea (Myiozetetes cayanensis) é uma espécie de ave da família Tyrannidae.
Pode ser encontrada nos seguintes países: Bolívia, Brasil, Colômbia, Equador, Guiana Francesa, Guiana, Panamá, Peru, Suriname e Venezuela.
Os seus habitats naturais são: florestas subtropicais ou tropicais húmidas de baixa altitude e florestas secundárias altamente degradadas.